# 삼악산 (강원)
삼악산(三岳山)은 대한민국 강원특별자치도 춘천시 서면에 있는 높이 654 m의 산이다. 용화봉(654m), 등선봉(632m), 청운봉(546m) 3개의 봉우리가 있다 하여 3악산이라는 이름이 붙여졌다. 1973년 7월 31일 '춘천삼악산'이라는 명칭으로 강원특별자치도의 기념물 제16호로 지정됐다. 중턱에 상원사(上院寺)가 있다. 의암호가 보이며, 정상까지 케이블카가 운행한다. 

## 지질
춘천 삼악산은 경기 지괴/경기 육괴에 속하는 선캄브리아기 의암층군 의암 규암층으로 구성된다. 의암 규암층은 용두리편마암복합체를 부정합으로 덮는 의암층군 최하부의 지층으로, 유백색 내지 담갈색의 규암으로 구성되며 규암 중에 부분적으로 견운모가 포함되어 석영편암이 된다. 층리가 양호한 편이며 규암 자체가 풍화에 강해 절벽과 같은 험준한 지형을 형성한다.

## 사진
삼악산과 삼악산 케이블카

## 같이 보기
- 한국의 산
- 춘천시의 지질